# Найк
Nike (произношение в САЩ: ['naɪkɪ], извън САЩ: [ˈnaɪk]) е компания, произвеждаща спортни облекла, обувки и оборудване, базирана в щата Орегон, Съединените американски щати.
Приходите ѝ за 2007 г. надвишават 16 милиарда щатски долара. Към 2008 г. в компанията работят над 30 000 души по света. Основана е през 1964 г. под името „Blue Ribbon Sports“ от Бил Бауърман и Филип Найт. Името се променя на Nike през 1978 г. – на името на гръцката богиня на победата Нике, а не от английската дума, която би се четяла „найк“. Незнанието на този факт довежда до широкото разпространение извън САЩ на неточното „Найк“.
Много спортни отбори използват Nike за спонсор. Някои от най-известните футболисти играят с екипировка на Nike: Фернандо Торес, Роналдиньо и др. Повечето от тенисистите на челни места също са рекламни лица на Nike.

## Произход и история
Фирмата Nike, първоначално известна като Blue Ribbon Sports (или BRS, в превод „синя спортна панделка“), е основана от бегача на средни разстояния в отбора на Университета на Орегон Филип (Фил) Найт и неговият треньор Бил Бауърман през януари 1964 г. Компанията първоначално работи като дистрибутор на японския производител на обувки Onitsuka Tiger (днес ASICS).
Печалбите на компанията нарастват бързо и през 1966 г. BRS открива първия си магазин на дребно, разположен на Pico Boulevard в Санта Моника, Калифорния. През 1971 г. отношенията между BRS и Onitsuka Tiger наближават своя край. BRS са готови да започнат своя собствена линия обувки, които ще са проектирани по нов начин.
Първият модел с новия дизайн е представен на обществото под формата на футболни обувки Nike през лятото на 1971 г. Обувките носят широко известната днес емблема Swoosh („свуш“), създадена от дизайнерката Каролин Дейвидсън (Carolyn Davidson). Първият професионален спортист, който решава да подпише с BRS/Nike, е Илие Настасе. Спонсорството на спортисти става основен маркетингов инструмент за бързо развиваща се компания.
До 1980 г. Nike достига 50% пазарен дял в Съединените щати в обувния пазар и компанията става налична за всички през декември същата година. Първата национална реклама на Nike е пусната през октомври 1982 г. по време на излъчването на Нюйоркския маратон. Рекламите са създадени от рекламната агенция Wieden+Kennedy, които се формират няколко месеца по-рано, през април 1982 г.
Nike и Wieden+Kennedy създават заедно много незаличими телевизионни реклами и агенцията продължава да бъде основната за Nike и днес.
През 1980-те години Nike разширява своята продуктова линия до производството на продукти за още много други спортове и региони в целия свят.